# Ten Sharp
I Ten Sharp sono un gruppo musicale olandese di genere pop-rock in lingua inglese, originario del comune di Purmerend, in attività dalla metà degli anni ottanta. Membri del gruppo sono Marcel Kapteijn e Niels Hermes; in passato hanno fatto parte del gruppo Bennie Top, Hubert Heeringa, Hugo de Bruin, Jelle Sieswerda e Nick Bult.  Il gruppo ha pubblicato, tra il 1991 e il 2003,  complessivamente sei album. Il loro singolo di maggiore successo a livello internazionale è You del 1991, che ha venduto 18 milioni di copie.

## Storia
Si sono formati all'inizio del 1982, quando due bande, allora rivali, i Prizoner e i Pin-Up, si sono riunite nella stessa sala di registrazione, sotto il nome di Streets, per poi modificarlo in Ten Sharp. Influenzati dal gruppo irlandese dei Thin Lizzy, hanno iniziato a scrivere canzoni rock-pop suonando principalmente nella località di Purmerend e dintorni. Hanno esordito in concerto al Festival Hutspop del 3 marzo 1982. In quel periodo la band era formata da Marcel Kapteijn alla voce e chitarra, Niels Hermes alle tastiere, Martin Boeri, chitarra solista, Ton Groen al basso e Joop van de Berg ai tamburi. Nell'estate del 1982 Joop van de Berg fu sostituito da Wil Bouwes, a quel tempo membro dei Neon Graffiti. Questa sarebbe stata la formazione fino alla rottura del 1987.
Nel mese di ottobre del 1982, il gruppo fu invitato a registrare tre canzoni al Vara Popkrant, grazie alle quali giunsero all'attenzione nazionale. Nell'aprile 1983 suonarono dal vivo al KRO Rocktempel, ma le case discografiche non sembravano interessate alla loro musica. Nel corso dell'estate del 1983 vennero rubati al gruppo un vecchio Fender Rhodes e un sintetizzatore ARP monofonico. A seguito del furto il gruppo acquistò dei sintetizzatori polifonici: un Roland JX-3P e uno Yamaha DX7, strumenti che produssero nella band un profondo cambiamento, sia nei suoni che nella composizione sonora.

## Un nuovo inizio
Spinti da questo nuovo impulso, si rinchiusero a Fort Spijkerboor iniziando a scrivere nuove canzoni con lo scopo di impressionare le case discografiche. Nel febbraio 1984 produssero una demo che finalmente destò l'interesse di almeno una casa discografica, e precisamente della CBS Records. Nel settembre 1984 registrarono tre canzoni allo studio Spitsbergen con Michiel Hoogenboezem, tra cui una versione demo di When The Snow Falls. Stavano per pubblicare il primo singolo quando la casa discografica scoprì che esisteva già una band negli Stati Uniti chiamata Streets. La band quindi, nell'ottobre 1984, ha dovuto cambiare nome in Ten Sharp.

## I primi singoli
Il primo singolo come Ten Sharp fu il brano dal titolo When The Snow Falls, uscito nel gennaio 1985, giungendo nella Tip-Parade del Vara Verrukkelijke 15. Il secondo singolo, Japanese Lovesong, nel luglio 1985, raggiunse la 30ª posizione. Nello stesso periodo il gruppo aveva programmato un fitto calendario di appuntamenti dal vivo, attraverso vari club nei Paesi Bassi. Il terzo singolo fu Last Words: nonostante venne accompagnato dal loro primo video, non ebbe lo stesso successo dei precedenti, in quanto non riuscì a risalire la Tip-Parade dalla quale uscì nel gennaio 1986. Dopo un anno di registrazioni demo e tour attraverso i Paesi Bassi registrarono, nel febbraio 1987, il quarto singolo dal titolo Way Of The West, una canzone dalle sonorità rock che miseramente fallì nel suo intento di successo. A seguito di questo la CBS Records ruppe il contratto con la band. I Ten Sharp, il 17 ottobre 1987, suonarono il loro ultimo spettacolo nella località di Hazerswoude.

## Dopo la dissoluzione
I cantautori Niels Hermes e Ton Groen continuarono a scrivere canzoni per altri artisti. Nel 1989 composero due canzoni per il Songcontest Nazionale, ma senza successo, mentre Niels suonò nella band della cantante Conny Vandenbos. Dopo due anni da compositori, i due chiesero a Marcel Kapteijn di cantare sulle demo che già includevano i brani You e Ain't My Beating Heart. Quando la Sony Music sentì i demo, fu molto interessata alle canzoni cantate da Marcel. In questa occasione i Ten Sharp si ricomposero con Marcel Kapteijn alla voce, Niels Hermes al piano e composizione con Ton Groen ai testi.

## La fine degli anni '80 e il successivo ricongiungimento
Verso la fine degli anni '80 registrarono sei canzoni per l'album Under the Water-Line, presso lo Studio Spitsbergen, prodotto da Michiel Hoogenboezem. Il nome dell'album fu scelto a causa del modo di lavorare, come musica di sottofondo, detta in background. L'album uscì nel marzo 1991 insieme con il singolo You. La canzone e l'album divennero rapidamente successi nazionali. Con il tempo venne pubblicato il singolo Ain't My Beating Heart, l'album ampliato prima a sette tracce, poi a dieci, potendosi così fregiare del titolo di album completo. Dopo i singoli When the Spirit Slips Away e il riaggiamento di When the Snow Falls, i Ten Sharp, nel marzo 1992, pubblicarono il brano Rich Man, nel frattempo divenuto il loro terzo hit dall'album.

## Tour europeo e il secondo album
Il successo commerciale del singolo You venne confermato anche in Europa. La band organizzò un tour europeo al fine di promuovere il singolo anche in tv e stazioni radio. Le performance dal vivo vennero sostenute solo con pianoforte e voce, a volte affiancate da Tom Barlage al sassofono.
Il secondo album dal titolo The Fire Inside, prodotto da Michiel Hoogenboezem e Niels Hermesvenne, venne registrato nell'autunno del 1992, al Wisseloord Studios di Hilversum. Il disco era più intenso e intimo rispetto al precedente. Venne pubblicato nel maggio del 1993 insieme al singolo Dreamhome (Dream On), entrato poi nelle classifiche olandesi. Il secondo singolo, Lines On Your Face, non ebbe eguale successo non essendo neanche riuscito ad entrare nelle classifiche. Nel marzo 1994 venne pubblicato il singolo Rumours In The City. La canzone venne ispirata da un viaggio promozionale del gruppo in Argentina nel 1992. Il filmato ottenne il sostegno di Amnesty International con riprese filmate dagli archivi di Amnesty International. Il singolo ottenne un buon successo ed entrò in classifica.

## Membri

### Formazione originale
- Marcel Kapteijn - voce[4]
- Martin Boers - chitarra[4]
- Will Bouwes - batteria[4]
- Ton Groen - basso[4]
- Niels Hermes - tastiere[4]

## Discografia

### Album
- Under the Water-Line (1991)
- The Fire Inside (1993)
- Shop of Memories (1994)
- Roots - Live (1996)
- Everything & more - The best of Ten Sharp (2000)
- Stay (2003)

### Singoli
- When The Snow Falls (1984)
- Japanese Lovesong (1985)
- Last Words (1986)
- Way of the West (1987)
- Ain't My Beating Heart (1991)
- When the Spirit Slips Away (1991)
- You (1991)
- Rich Man (1992)
- Dreamhome (Dream On) (1993)
- Lines on Your Face (1993)
- Rumours in the City (1993)
- After All the Love Has Gone (1994)
- Feel My Love (1995)
- Shop of Memories (1995)
- Whenever I Fall (1995)
- Harvest For The World (1996)
- Howzat (1996)
- Old Town (1996)
- Beautiful (2000)
- Everything (2000)
- One Love (2003)
- Wish I Could Say (2003)